# Canthylidia discolor
Canthylidia discolor là một loài bướm đêm trong họ Noctuidae.